# شرکت راه‌اندازی و بهره‌برداری صنایع نفت
شرکت راه‌اندازی و بهره‌برداری صنایع نفت (به اختصار: اُیکو) (به انگلیسی: Oil Industries Commissioning and Operation Company) یک شرکت نفت و گاز ایرانی است که در سال ۱۳۹۰ با هدف مدیریت و اجرای خدمات راه‌اندازی، استارت‌آپ، تعمیر و نگهداری، تأسیسات و تجهیزات و دوره‌های آموزشی در صنایع نفت و گاز و پتروشیمی و به عنوان یک شرکت سهامی خاص در تهران تأسیس گردید.
سهام این شرکت به‌طور کامل متعلق به شرکت مهندسی و ساختمان صنایع نفت (گروه اویک) و صندوق بازنشستگی صنعت نفت می‌باشد.
شرکت اُیکو با سرمایه‌گذاری در حوزه آموزش و توسعه منابع انسانی و حفظ نیروهای انسانی و با تکیه بر آنها، در حوزه‌های تکمیل مرحله ساخت، پیش راه‌اندازی، استارت‌آپ و تست عملکرد در پروژه‌های نفت و گاز را تا مرحله تحویل به کارفرما مشغول به فعالیت می‌باشد. همچنین مدیران این شرکت بر اساس خط‌مشی کیفیت متعهد هستند تا سیستم مدیریت یکپارچه خود را بر اساس استانداردهای بین‌المللی سیستم مدیریت کیفیت ارتقا بخشند. این شرکت در حال حاضر یکی از شرکت راه اندازی و بهره‌برداری کشور می‌باشد.

## تاریخچه
ماهیت متغیر صنایع نفت، گاز و پتروشیمی و همچنین افزونی پیچیدگی‌های پروژه‌های جدید، شرکت‌های ایرانی را بر آن داشته‌است تا توانمندی‌های خود را بهبود بخشیده و رویکردهای جدید و منظمی را به منظور اطمینان از اجرای موفق پروژه‌ها بکار گیرند و از سویی بکارگیری رویکردهای نوین در مدیریت، ساخت، پیش راه‌اندازی و راه‌اندازی در پروژه‌های نفت، گاز و پتروشیمی را الزام‌آور می‌سازد.
شرکت مهندسی و ساختمان صنایع نفت (اویک) قبل از تأسیس شرکت اُیکو، عملیات مربوط به راه‌اندازی و استارت‌آپ توسعه فازهای ۹ و ۱۰ پارس جنوبی را از طریق واحد راه‌اندازی خود به انجام رسانده‌است. با این وجود گسترش پروژه‌های شرکت اویک و افزایش تقاضا در خصوص خدمات راه‌اندازی و استارت‌آپ، این شرکت را بر آن داشت تا شرکتی را به عنوان یکی از شرکت‌های تابعه خود در زمینه راه‌اندازی و بهره‌برداری تأسیس نماید.
این شرکت جدید اُیکو نامیده شد که در سال ۱۳۹۰ در تهران تأسیس گردید و با تکیه بر متدولوژی‌های تدوین شده داخلی در حوزه پیش راه‌اندازی و راه‌اندازی در منطقه مشغول بکار گردید.

## حوزه عملیاتی
جغرافیای فعالیت‌های شرکت راه‌اندازی و بهره‌برداری صنایع نفت گستره‌ای از غرب به ایلام و دهلران شامل پروژه‌های طرح توسعه میدان نفتی آذر، میدان نفتی آزادگان شمالی و میدان نفتی غرب کارون (اروندان)، از جنوب غربی به عسلویه و کنگان شامل پالایشگاه فازهای ۹ و ۱۰، فاز ۱۲، فازهای ۱۷ و ۱۸، فازهای ۲۰ و ۲۱ پارس جنوبی، پالایشگاه گاز پارسیان و پتروشیمی صدف تا جنوب به بندرعباس شامل پالایشگاه میعانات گازی ستاره خلیج فارس و جزیره سیری شامل پروژه NGL سیری را در برمی‌گیرد.

## متدولوژی بومی‌سازی شده
با توجه به طبیعت حاکم بر تمامی پروژه‌های بزرگ تأسیسات هیدروکربنی، پیچیدگی‌های اجرایی در حال افزایش است، به طوری که داده‌های پیچیده، کنترل و سیستم ایمنی از اهمیت ویژه‌ای برخوردار می‌باشند. علاوه بر این، انتظارات بالاتر در حوزه‌های بهره‌وری، قابلیت اطمینان و ایمنی و همچنین محیط‌های پرتکاپویی که پروژه‌ها در آن‌ها اجرا می‌گردند، تیم‌های طراحی و اجرایی را بیش از پیش به چالش می‌کشند. از این رو ابزارها و فناوری‌هایی در طی سال‌های گذشته توسعه پیدا کرده‌اند تا بر این چالش‌ها غلبه نمایند.
شرکت اُیکو از نرم‌افزار Integrated Commissioning and Progress System به اختصار ICAPS برای تحت پوشش قرار دادن جنبه‌های خاص فعالیت‌های تکمیلی پروژه استفاده نموده که برگرفته از متدولوژی OPERCOM می‌باشد. ICAPS ابزاری است که به منظور نظم بخشیدن به فعالیت‌های پیش راه‌اندازی و راه‌اندازی مورد استفاده قرار می‌گیرد.

### متدولوژی «سیستم»
مراحل بررسی و تست عملکردی یک پالایشگاه جدید، برحسب نیاز از جزئیات و پیچیدگی‌های فرایندی خاصی برخوردار هستند.
از آنجایی که تمامی قسمت‌های یک پالایشگاه در یک زمان تکمیل نمی‌گردند، برخی از قسمت‌ها یا یونیت‌ها ممکن است از لحاظ مکانیکی تکمیل گردند درحالیکه دیگر قسمت‌ها هنوز تکمیل نشده باشند. به این ترتیب انتظار جهت تکمیل کلیه قسمت‌های پالایشگاه جهت آغاز فعالیت‌های راه‌اندازی می‌تواند اتلاف وقت بسیاری را به همراه داشته باشد.
بنابراین، برنامه‌ریزی پروژه زمانی بهینه‌سازی خواهد شد که اجرای فعالیت‌های تکمیلی به جای فعالیت‌های کلی پالایشگاه بر اساس سیستم و زیرسیستم منظم شده باشند. «رویکرد سیستمی» منجر به متدولوژیی می‌گردد که مرتبط با سیستم‌ها و زیرسیستم‌ها و ضرب‌الاجل‌های زیر می‌باشد:
- زیرسیستم زمانی «آماده راه‌اندازی» می‌باشد که تمامی فعالیت‌های پیش راه‌اندازی تکمیل شده باشند.
- زیرسیستم زمانی «آماده بهره‌برداری» می‌باشد که تمامی فعالیت‌های راه‌اندازی تکمیل شده باشند.
- سیستم یا گروه زیرسیستم‌های زمانی «آماده بهره‌برداری» می‌باشد که تمامی فعالیت‌های استارت‌آپ تکمیل شده باشند.

#### سیستم/زیرسیستم
دسته‌بندی خاص یک پالایشگاه به سیستم و زیرسیستم‌ها معمولاً به محض امکان و در مرحلهٔ مهندسی پایه اتفاق می‌افتد. این فعالیت‌ها براساس قوانین خاصی توسط شرکت اُیکو انجام می‌گیرند و بر روی نقشه‌های PID & OLD نمایش داده می‌شوند. منابع آموزش و اجرائی OPERCOM & ICAPS معمولاً در مراحل ابتدایی مهندسی تفصیلی برنامه‌ریزی می‌گردند.
شرکت اُیکو تحت لیسانس TOTAL فرانسه از متدولوژی OPERCOM & ICAPS در پروژه‌های خود استفاده می‌نماید. علاوه بر این، بر اساس دانش‌آموخته‌های قبلی خود، رویه‌های تست عملکردی و استارت‌آپی را تدوین نموده‌است که برای راه‌اندازی پالایشگاه‌ها از آن‌ها استفاده می‌نماید.

### فعالیت‌های تکمیلی
فعالیت‌های تکمیلی یک پالایشگاه هیدروکربنی شامل یک سری ممیزی‌هایی است که قبل از راه‌اندازی یک پالایشگاه انجام می‌شوند. هدف این ممیزی‌ها حصول اطمینان از این است که هر بخشی از تجهیزات بر اساس طراحی ساخته و عمل می‌نماید. این ممیزی‌ها همچنین آخرین بازبینی‌های حیاتی قبل از مرحله استارت‌آپ می‌باشند. هدف نهایی، ایمن‌سازی و رفع مشکلات تا حد ممکن در یک پالایشگاه گازی/نفتی می‌باشد.
این فعالیت‌های تکمیلی به دو دسته پیش‌راه اندازی و راه‌اندازی تقسیم می‌گردند که تقریباً معادل تست‌های ثابت و متحرک (به انگلیسی: Static & Dynamic) می‌باشند. انجام این فعالیت‌ها منجر به فازهای قبل و بعد از استارت آپ جهت ارسال خوراک به پالایشگاه می‌گردد.

#### پیش راه‌اندازی
پیش راه‌اندازی شامل بازرسی تجهیزات نصب شده به منظور حصول اطمینان از نصب درست آن‌ها طبق نقشه‌های مهندسی اولیه و انجام تست‌های سرد، ثابت و بدون برق می‌باشد.
فعالیت‌های پیش راه‌اندازی براساس زیرسیستم‌های تعریف شده توسط پیمانکاران ساخت انجام پذیرفته و توسط تیم راه‌اندازی نظارت می‌گردند. لازم به توضیح است که برای ایجاد اتصالات قسمت‌ها، فعالیت‌های راه‌اندازی انجام می‌پذیرند.
پیش راه‌اندازی شامل سه بخش عمده می‌باشد:
- کنترل‌های تطابق (به انگلیسی: Conformity Checks) تجهیزات با استفاده از چک لیست‌های مرتبط
- تست‌های ثابت و بدون برق (به انگلیسی: Static/De-Energized) تجهیزات با استفاده از چک لیست‌های مرتبط
- فعالیت‌های خاص از قبیل شستشو و تمیز نمودن لوله و مخازن

#### راه‌اندازی
راه‌اندازی شامل تست‌های زنده تجهیزات اصلی بعد از برق‌دار شدن است. تیم راه‌اندازی فعالیت‌های مربوط را بر اساس زیرسیستم‌های تعریف شده انجام می‌دهد.
راه‌اندازی دربرگیرنده تست‌های گرم، دینامیک و برق‌دار می‌باشد که به‌طور کلی شامل سه گروه زیر می‌گردد:
- ممیزی دینامیک (به انگلیسی: Dynamic Verification)
- تست‌های آنلاین و پویا (به انگلیسی Running-in & Online Test)
- آماده‌سازی لوله‌ها و مخازن

#### عملیات پیش از استارت‌آپ
قبل از انجام فعالیت‌های راه‌اندازی و ارسال خوراک به درون پالایشگاه، تعدادی از فعالیت‌های عملیاتی فرایندی بر روی لوله‌ها و مخازن می‌بایست صورت پذیرد. این گروه از فعالیت‌ها تحت عنوان «پیش استارت‌آپ» (به انگلیسی: Pre Start-up) دسته‌بندی می‌شوند.
این فعالیت‌های عملیاتی که انجام صحیح و اجرای آن‌ها قسمت اصلی راه‌اندازی را تشکیل می‌دهد، شامل سه گروه زیر می‌باشد:
- تست‌های ESD
- تست‌های ایمنی سیستم
- تست عملیاتی

#### عملیات استارت‌آپ
فعالیت‌های استارت‌آپ (به انگلیسی: Start-up) همراه با آخرین آماده‌سازی‌ها قبل از ارسال خوراک به درون پالایشگاه آغاز می‌گردند و شامل تست‌های مختلفی هستند که در زمان آغاز فعالیت زنده پالایشگاه انجام می‌گیرند.
هدف از انجام این تست‌ها، حصول اطمینان از فعالیت مناسب و ایمن تمام تجهیزات می‌باشد.
شرکت اُیکو به منظور انجام فعالیت‌های استارت‌آپ یه‌های اجرایی را که خود تهیه نموده‌است، بکار می‌گیرد. حوزه‌های فعالیت اجرایی به دو گروه زیر تقسیم می‌گردند:
1. عملیات قبل از ارسال نفت و گاز
2. عملیات پس از ارسال نفت و گاز

### تعمیر و نگهداری
شرکت اُیکو به منظور انجام فعالیت‌ها با بهره‌وری بالا جهت بهبود قابلیت استفاده از تجهیزات و حصول اطمینان از قابلیت به‌کارگیری تجهیزات سعی بر به‌کارگیری استراتژی‌های مناسب نگهداری و روش‌های برنامه‌ریزی و اجرایی دارد؛ و در این راستا استراتژی نگهداری بر روی حوزه‌های مهم زیر تمرکز می‌نماید:
1. افزایش ثبات عملکردی پالایشگاه
2. افزایش عمر مفید پالایشگاه
3. قابل دسترس بودن تجهیزات در پالایشگاه
4. کاهش هزینه‌های عملیاتی و نگهداری

در شرکت اُیکو جهت دستیابی به اهداف مذکور و اجرای بهینه استراتژی، واحد نگهداری از چهار قسمت زیر تشکیل گردیده‌است:
1. واحدهای نگهداری دیسیپلین‌های اجرایی
2. واحد برنامه‌ریزی و روش‌ها
3. واحد نظارت مبتنی بر شرایط
4. بازرسی فنی